# Каннський кінофестиваль 2011

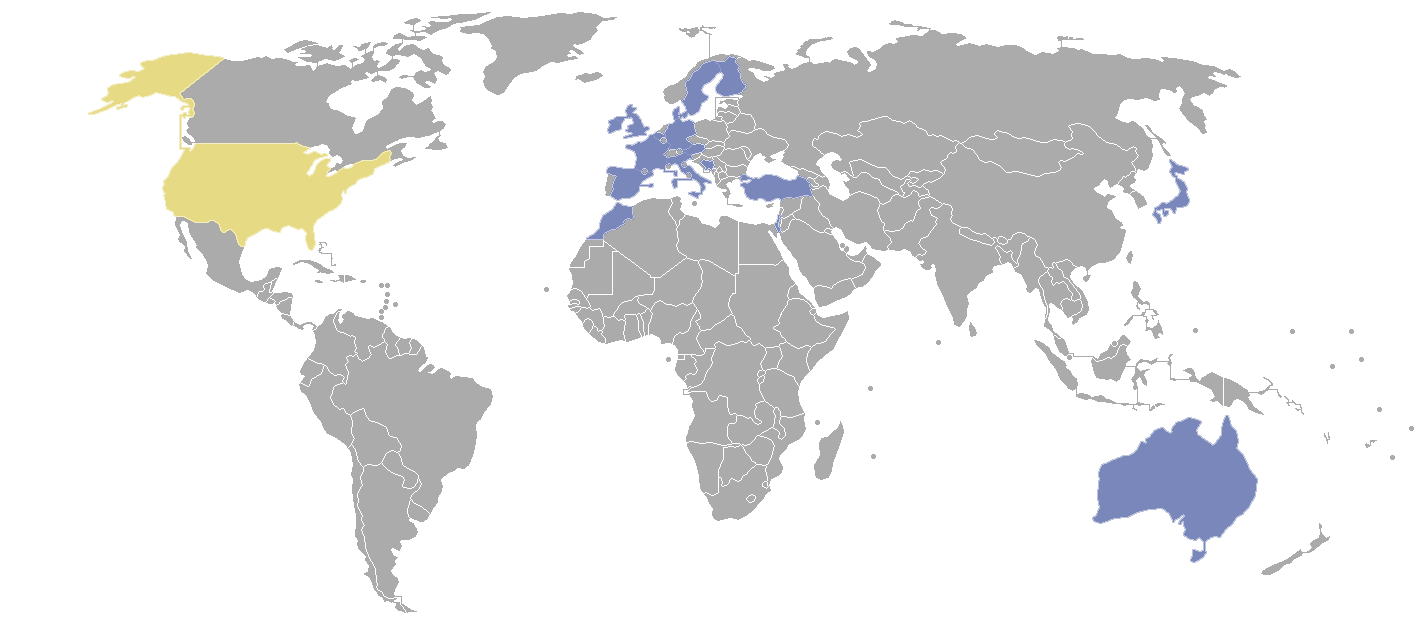
Країни-учасниці 64-го Каннського кінофестивалю

64-й Каннський кінофестиваль — міжнародний кінофестиваль, який проходив 11-22 травня 2011 року у французькому місті Канни.
Фестиваль відкрив фільм Вуді Аллена «Північ у Парижі». На закритті фестивалю було показано стрічку Крістофа Оноре «Закохані».
З 2011 року у рамках фестивалю з'явилася нова традиція — щорічно вручати «Почесну пальмову гілку» легендарним режисерам, чиї роботи жодного разу не були відмічені нагородами Канн. Цього року цей приз отримав Бернардо Бертолуччі.
У рамках фестивалю відбулися покази фільмів-конкурсантів, фільмів програми «Особливий погляд», позаконкурсних фільмів, короткометражних фільмів, студентських фільмів (програма «Сінефондасьйон»), кінокласики (відреставрованих старих фільмів), виставка пін-апу, виставка національних кіномистецтв Village International, показ-продаж кінострічок Marché du Film, прийом на честь Жана-Поля Бельмондо, святкування 50-річчя Тижня кінокритики.

## Журі

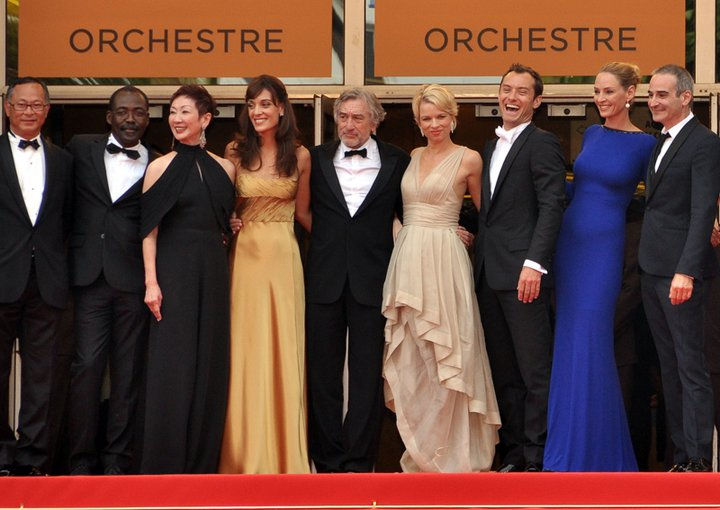
Журі основного конкурсу. Зліва направо: Джонні То, Махамат Салех Харун, Наньсун Ші, Мартіна Гусман, Роберт де Ніро, Лінн Ульманн, Джуд Лоу, Ума Турман, Олів'є Ассаяс

### Основний конкурс
Президентом журі, яке судило повнометражні фільми, було обрано американського актора Роберта де Ніро. Склад журі основної конкурсної програми:
- Джуд Лоу — англійський актор
- Ума Турман — американська актриса
- Мартіна Гусман — аргентинська актриса і продюсер
- Наньсунь Ші — китайський продюсер
- Лінн Улльманн — норвезький критик і письменник
- Олів'є Ассаяс — французький режисер
- Махамат Салех Харун — канадський режисер
- Джонні То — гонконзький режисер і продюсер

### Особливий погляд
Голова журі програми «Особливий погляд» — Емір Кустуриця. Склад журі:
- Елоді Буше — французька актриса
- Пітер Бредшоу — британський критик
- Джефрі Гілмор — директор «Tribeca Enterprises»
- Даніела Мішель — мексиканська директорка «Morelia Festival»

### Короткометражки
Головою журі для короткометражок став Мішель Гондрі. Склад журі:
- Жулі Гає — французька актриса і продюсер
- Джессіка Хауснер — австрійський режисер і продюсер
- Корнеліу Порумбую — румунський режисер
- Жуан Педру Родрігіш — португальський режисер

### Золота камера
Голова журі «Золотої камери» — Пон Чжунхо. Склад журі:
- Даніель Айман — французький критик
- Ева Везер — голова угорської «Magyar Filmunio»
- Робер Алазракі — французький кінематографіст
- Даніель Коллан — французький менеджер «Cinedia laboratory»
- Жак Майо — французький режисер
- Алекс Массон — французький критик

## Конкурсна програма

### Повнометражні фільми
- 12 травня — «Треба поговорити про Кевіна» (англ. We Need To Talk About Kevin), реж. Лінн Ремзі (Велика Британія).
- 12 травня — «Спляча красуня» (англ. Sleeping Beauty), реж. Джулія Лі (Австралія);
- 13 травня — «У нас є Папа» (італ. Habemus Papam), реж. Нанні Моретті (Італія);
- 13 травня — «Паліція» (фр. Polisse), реж. Майвенн Ле Беско (Франція);
- 14 травня — «Примітка» (івр. Hearat Shulayim), реж. Йоссеф Седар (Ізраїль);
- 14 травня — «Міхаель» (нім. Michael), реж. Маркус Шляйнцер (Німеччина);
- 15 травня — «Художник» (англ. The Artist), реж. Мішель Азанавічус (Франція);
- 15 травня — «Хлопчик з велосипедом» (фр. Le gamin au vélo), реж. Жан-П'єр і Люк Дарденн (Бельгія);
- 16 травня — «Дерево життя» (англ. The Tree of Life), реж. Терренс Малік (США);
- 16 травня — «Дім терпимості» (фр. L'Apollonide - Souvebirs de la maison close), реж. Бертран Бонелло (Франція)
- 17 травня — «Гавр», (фр. Le Havre), реж. Акі Каурісмякі (Фінляндія);
- 17 травня — «Партер» (фр. Pater), реж. Ален Кавальє (Франція);
- 18 травня — «Меланхолія» (англ. Melancholia), реж. Ларс фон Трієр (Данія);
- 18 травня — «Червона місячна квітка» (яп. Hanezu No Tsuki), реж. Наомі Кавасе (Японія);
- 19 травня — «Шкіра, в якій я живу» (ісп. La piel que habito), реж. Педро Альмодовар (Іспанія);
- 19 травня — «Харакірі. Смерть самурая» (яп. Ishimei), реж. Такасі Міїке (Японія);
- 20 травня — «Має бути це місце» (англ. This Must Be The Place), реж. Паоло Соррентіно (Італія);
- 20 травня — «Драйв» (англ. Drive), реж. Ніколас Віндінґ Рефн (Данія);
- 21 травня — «Джерело» (фр. La source des femmes), реж. Раду Міхайляну (Румунія);
- 21 травня — «Одного разу в Анатолії» (тур. Bir Zamanlar Anadolu'da), реж. Нурі Більге Джейлан (Туреччина)

### Короткометражні фільми
- «Badpakje 46», реж. Ваннес Дестооп (Бельгія)
- «Bear», реж. Неш Едгертон (Австралія)
- «Ce n'est rien», реж. Ніколя Рой (Канада)
- «Крос», реж. Марина Врода (Україна)
- «Ghost», реж. Дахці Ма (Південна Корея)
- «KJØTTSÅR», реж. Ліза-Марі Гамлем (Норвегія)
- «Meathead», реж. Сем Холст (Нова Зеландія)
- «Paternal Womb», реж. Мегумі Тадзакі (Японія)
- «Soy tan feliz», реж. Владімір Дуран (Аргентина)

Показ короткометражних фільмів проходив 21 травня.

### Програма «Особливий погляд»
- 12 травня — «Не здавайся» (англ. Restless), реж. Ґас Ван Сент (США) — фільм-відкриття програми;
- 12 травня — «Праця втомлює» (порт. Trabalhar Cansa), реж. Джуліана Рохас, Марко Дутра (Бразилія);
- 13 травня — «Toomelah», реж. Айвен Сен (Австралія);
- 13 травня — «Місс Бала» ісп. Miss Bala, реж. Херардо Наранхо (Мексика);
- 13 травня — «Arirang», реж. Кім Кі Дук (Південна Корея);
- 14 травня — «Прощавай» (англ. Bé Omid é Didar), реж. Мохаммад Расулоф (Іран)
- 14 травня — «Сніги Кіліманджаро» (фр. Les neiges du Kilimandjaro), реж. Робер Гедігян (Франція);
- 14 травня — «Бонсаї» (ісп. Bonsaï), реж. Крістиан Хіменес (Чилі);
- 15 травня — «Зупинка на перегоні» (нім. Halt auf freier Strecke), реж. Андреас Дрезен (Німеччина);
- 15 травня — «Martha Marcy May Marlene», реж. Шон Даркін (США);
- 16 травня — «Поза Сатаною» (фр. Hors Satan), реж. Брюно Дюмон (Франція);
- 16 травня — «Куди ми тепер підемо?» (фр. Et maintenant, on va où?), реж. Надін Лабакі (Ліван);
- 17 травня — «Skoonheid», реж. Олівер Германус (ПАР);
- 17 травня — «Tatsumi», реж. Ерік Ху (Сингапур);
- 18 травня — «Loverboy», реж. Каталін Мітулеску (Румунія);
- 18 травня — «Осло, 31 серпня» (англ. Oslo, 31. august), реж. Йоакім Трієр (Норвегія);
- 18 травня — «Убивця» (англ. The Murderer), реж. Хонг-джин На (Південна Корея);
- 19 травня — «Управління державою» (фр. L'Exercice de L'Etat), реж. П'єр Шоллер (Франція);
- 19 травня — «День, коли він приїжджає» (англ. The day he arrives), реж. Хон Сан-Су (Південна Корея);
- 20 травня — «Мисливець» (рос. Охотник), реж. Бакур Бакурадзе (Росія);
- 21 травня — «Єлена» (рос. Елена), реж. Андрій Звягінцев (Росія) — церемонія закриття.

### Програма «Сінефондасьйон»
- 18 травня — «Суу та Усікава» (фр. Suu et Uchikawa), реж. Натанаель Картон (Сингапур)
- 18 травня — «L'estate che non viene», реж. Паскуаль Маріно (Італія)
- 18 травня — «The agony and sweat of the human spirit», реж. Джо Букман, Д. Джесс Дамазо (США)
- 18 травня — «Salsipuedes», реж. Маріано Луке (Аргентина)
- 19 травня — «Ya-gan-bi-hang», реж. Сон Тае-гюм (Південна Корея)
- 19 травня — «Big Muddy», реж Джефферсон Монео (США)
- 19 травня — «На моєму порозі» (англ. Befetach beity), Анат Кості (Ізраїль)
- 19 травня — «Drari», реж. Камаль Лазрак (Франція)
- 19 травня — «Duelo antes da noite», реж. Аліса Фуртадо (Бразилія)
- 19 травня — «Bento Monotogari», реж. Пітер Діркс (Бельгія)
- 19 травня — «Der wechselbalg», реж. Марія Штайнметц (Німеччина)
- 19 травня — «Марта має літати» (англ. Al Martha Lauf), Ма'аян Ріпп (Ізраїль)
- 20 травня — «Cagey Tigers», реж. Арамісова (Чехія)
- 20 травня — «Подорож» (порт. A Viagem), реж. Сімау Каяче (Португалія)
- 20 травня — «Весільна вечірка» (ісп. La fiesta de casamiento), реж. Гастон Марголін, Мартін Моргенфельд (Аргентина)
- 20 травня — «Лист» (нім. Der brief), реж. Доротея Дроумева (Німеччина)

## Позаконкурсна програма
- 11 травня — «Північ у Парижі» (англ. Midnight in Paris), реж. Вуді Аллен (США) — фільм-відкриття фестивалю;
- 13 травня — «Уся» (кит.: Wu Xia), реж. Пітер Хо Сунь Чан (Китай);
- 14 травня — «Пірати Карибського моря: На дивних берегах» (англ. Pirates of the Caribbean: On Stranger Tides), реж. Роб Маршалл (США);
- 14 травня — «Боллівуд: найкраща історія кохання» (англ. Bollywood - The Greatest Love Story Ever Told), реж. Ракейш Омпракаш Мехра (Індія)
- 17 травня — «Бобер» (англ. The Beaver), реж. Джоді Фостер (США);
- 17 травня — «Días de Gracia», реж. Еверардо Валеріо Гоут (Мексика);
- 18 травня — «Кокетка» (фр. La conquête), реж. Ксавьє Дюрренже (Франція);
- 22 травня — «Закохані» (фр. Les Bien-aimes), реж. Крістоф Оноре (Франція) — фільм-закриття фестивалю;

### Спеціальні покази
- 13 травня — «Labrador», реж. Фредерікке Аспек (Данія);
- 14 травня — «Tous au Larzac», реж. Крістіан Руо (Франція);
- 15 травня — «Duch. Le maître des forges de l'enfer», реж. Ріті Ран (Камбоджа);
- 17 травня — «The big fix», реж. Джош Тікел (США)
- 18 травня — «18 днів» (араб. Tamantasar Yom), реж. Ахмад Абдалла (Єгипет)
- 20 травня — «Це не фільм» (араб. In Film Nist), реж. Моджтаба Міртахмас, Джафар Панахі (Іран)
- 20 травня — «La Khaoufa Baada Al'Yaoum», реж. Мурад Бен Шейх (Туніс)

## Лауреати

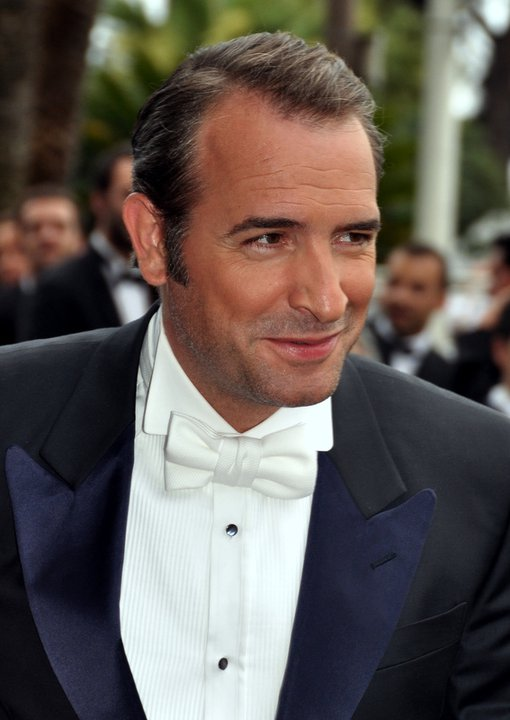
Жан Дюжарден — найкращий актор 2011

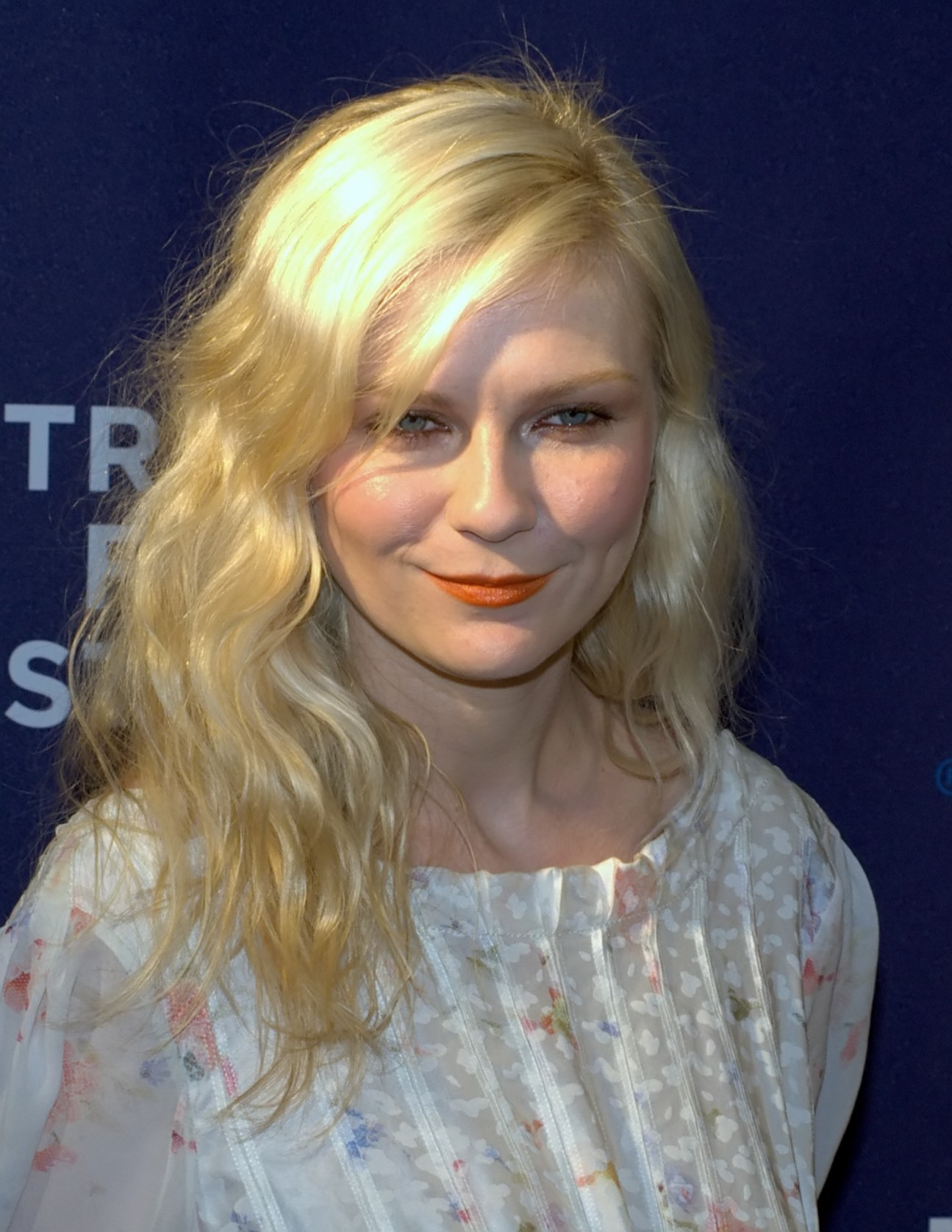
Кірстен Данст — найкраща акторка 2011

- «Золота пальмова гілка»: «Древо життя» (англ. The Tree of Life), реж. Терренс Малік (США);
- Гран-прі:
  - «Одного разу в Анатолії» (тур. Bir Zamanlar Anadolu'da), реж. Нурі Більге Джейлан (Туреччина);
  - «Хлопчик з велосипедом» (фр. Le gamin au vélo), реж. Жан-П'єр і Люк Дарденн (Бельгія);
- Найкращий режисер: «Драйв» (англ. Drive), реж. Ніколас Віндінґ Рефн (Данія);
- Найкращий сценарій: «Примітка» (івр. Hearat Shulayim), реж. Йоссеф Седар (Ізраїль);
- Найкраща жіноча роль: Кірстен Данст, «Меланхолія» (англ. Melancholia), реж. Ларс фон Трієр (Данія);
- Найкраща чоловіча роль: Жан Дюжарден, «Артист» (англ. The Artist), реж. Мішель Азанавічус (Франція);
- Приз журі: «Паліція» (фр. Polisse), реж. Майвенн Ле Беско (Франція);
- «Золота пальмова гілка» за найкращий короткометражний фільм: «Крос», реж. Марина Врода (Україна)
- Приз журі за найкращий короткометражний фільм: «Badpakje 46», реж. Ваннес Дестооп (Бельгія)
- «Золота камера»: «Акації» (ісп. Las acacias), реж. Пабло Джорджеллі (Аргентина)
- «Почесна пальмова гілка»: Бернардо Бертолуччі[8]
- «Золота пальмова гілка» за досягнення у кінематографі: Жан-Поль Бельмондо[9]
- Гран-прі тижня кінокритиків: «Take Shelter»[10]
- Премії «Сінефондасьйон»[11]:
  - Перша премія «Лист» (нім. Der brief), реж. Доротея Дроумева (Німеччина)
  - Друга премія: «Drari», реж. Камаль Лазрак (Франція)
  - Третя премія: «Ya-gan-bi-hang», реж. Сон Тае-гюм (Південна Корея)
- Призи програми «Особливий погляд»:
  - «Зупинка на перегоні» (нім. Halt auf freier Strecke), реж. Андреас Дрезен (Німеччина);
  - «Arirang», реж. Кім Кі Дук (Південна Корея);
  - Спеціальний приз журі: «Єлена» (рос. Елена), реж. Андрій Звягінцев (Росія)
  - Найкращий режисер: «Прощавай» (англ. Bé Omid é Didar), реж. Мохаммад Расулоф (Іран)
- Приз Regards Jeune: «Шкіра, в якій я живу» (ісп. La piel que habito), реж. Педро Альмодовар (Іспанія);
- Приз екуменічного журі: «Має бути це місце» (англ. This Must Be The Place), реж. Паоло Соррентіно (Італія);
- Приз ФІПРЕССІ: «Гавр», (фр. Le Havre), реж. Акі Каурісмякі (Фінляндія);